# 伊拉克共产党
伊拉克共产党（阿拉伯语：‎，；：‎）是一个伊拉克共产主义政党，成立于1934年3月31日，曾在1950年代—1960年代成为伊拉克最大的政党，目前是伊拉克左翼力量中的重要一支。

## 历史
1934年3月31日，伊拉克共产党成立。在第二次世界大战期间，力量发展很快。战后，受费萨尔王朝的压制，1949年，该党创始人和第一任总书记优素福·萨勒曼·优素福被杀害。1954年，提出打倒封建王朝、建立民族民主政府的口号，与其他民族主义政党组成民族团结阵线，参加了1958年推翻费萨尔王朝的7月14日革命。革命后，交出武装力量，成为合法政党。1963年，阿拉伯复兴社会党发动“二·八政变”，该党的第一书记及大批党员被杀害；同年，该党发动拉希德起义，结果失败。1964年和1967年先后发生分裂，分裂出伊拉克革命劳动党和伊拉克共产党（中央指挥部）。1968年，阿拉伯复兴社会党第二次执政后，该党采取支持态度，并与之和解，1972年，该党两名中央委员参加内阁。1973年，同阿拉伯复兴社会党组成全国进步阵线。1976年“三大”确定党在现阶段的任务是：完成民族民主革命任务，使伊拉克走向社会主义，维护和巩固阿拉伯复兴社会党的领导。1978年3月后，全面指责阿拉伯复兴社会党的政策，号召推翻现政权。阿拉伯复兴社会党则指责该党是苏联的“代理人”和“附庸”并加以镇压，大批党员被杀被捕或逃往国外。1979年1月，该党党员在伊拉克北部库尔德斯坦地区创建游击队，并于同年4月开始运作，武装反抗阿拉伯复兴社会党政府，斗争坚持到1988年5月，以失败告终；在持续9年的武装斗争中，该党约有1200名战斗人员被杀。
1993年，该党的库尔德分支改组为半自治政党库尔德斯坦共产党—伊拉克。
2003年，伊拉克共产党反对美国及其盟国入侵并占领伊拉克的行为。鉴于当时伊拉克社会浓厚的多民族和多教派色彩以及该党社会基础薄弱的政治环境，穆萨书记接受了管制当局的参政邀请。2005年1月30日，伊拉克共产党加入人民联盟参加2005年1月的伊拉克议会选举，并成为人民联盟内主要政治力量。而在省议会中伊拉克共产党多数情况以单独政党方式参与竞选，如尼尼微省。2005年12月，该党加入伊亚德·阿拉维领导的含有其他社会主义左翼政党和温和逊尼派、什叶派的政党联盟伊拉克全国名单参与2005年12月伊拉克議會選舉。